# Guerra del Pacifico (1879-1884)
La guerra del Pacifico fu combattuta tra il Cile e le forze alleate di Bolivia e Perù dal 1879 al 1884; è anche conosciuta come guerra del salnitro.

## Antefatti
A metà del XIX secolo il deserto di Atacama aveva acquistato un grande valore economico dovuto alla scoperta di grandi giacimenti di guano e in seguito a quella di giacimenti di salnitro; entrambi i materiali erano facilmente estraibili e vendibili a buon prezzo sui mercati internazionali.
Esistono differenze di valutazione tra gli storici boliviani e cileni, se l'antica regione, conosciuta come Audiencia de Charcas e successivamente come Alto Perù, appartenuta al Vicereame del Perù e in seguito al Vicereame del Río de la Plata, avesse o meno sbocco sulla costa pacifica. Riferendosi a diversi documenti, i boliviani sostengono che lo possedesse, mentre i cileni mettono in dubbio o negano la tesi boliviana.
Alla formazione della repubblica di Bolivia nel 1825 - chiamata inizialmente Repubblica di Bolívar - Simón Bolívar la dotò di uno sbocco al mare tramite il porto di Cobija (chiamato inizialmente Puerto La Mar o Lamar); ciò nonostante la maggior parte delle imprese della zona furono rilevate da imprenditori cileni a condizioni molto vantaggiose.
I rispettivi capi di stato, prima dell'inizio della guerra, erano Aníbal Pinto Garmendia in Cile, Hilarión Daza in Bolivia e Mariano Ignacio Prado in Perù. Le Repubbliche di Bolivia e Cile avevano sottoscritto due trattati per definire i loro confini: il primo nel 1866 e il secondo nel 1874, con un protocollo complementare nel 1875. Entrambi i trattati furono ratificati e promulgati solennemente sia a Santiago del Cile che a La Paz.
Il trattato del 1866 era finalizzato, come indicato nel preambolo, a "porre un termine pacifico e reciprocamente soddisfacente all'antica questione pendente tra i due paesi riguardo alla fissazione dei rispettivi confini territoriali nel deserto di Atacama e riguardo allo sfruttamento dei depositi di guano esistenti sulla costa del medesimo deserto", stabilendo nell'articolo I che la frontiera tra i due paesi sarebbe stata "dinnanzi al 24º parallelo sud, dalla costa del Pacifico fino al confine orientale del Cile"; inoltre veniva creata un'area, compresa tra i paralleli 23 e 25, dove entrambi i paesi potevano sfruttare i depositi di guano e i diritti di esportazione dei minerali estratti.

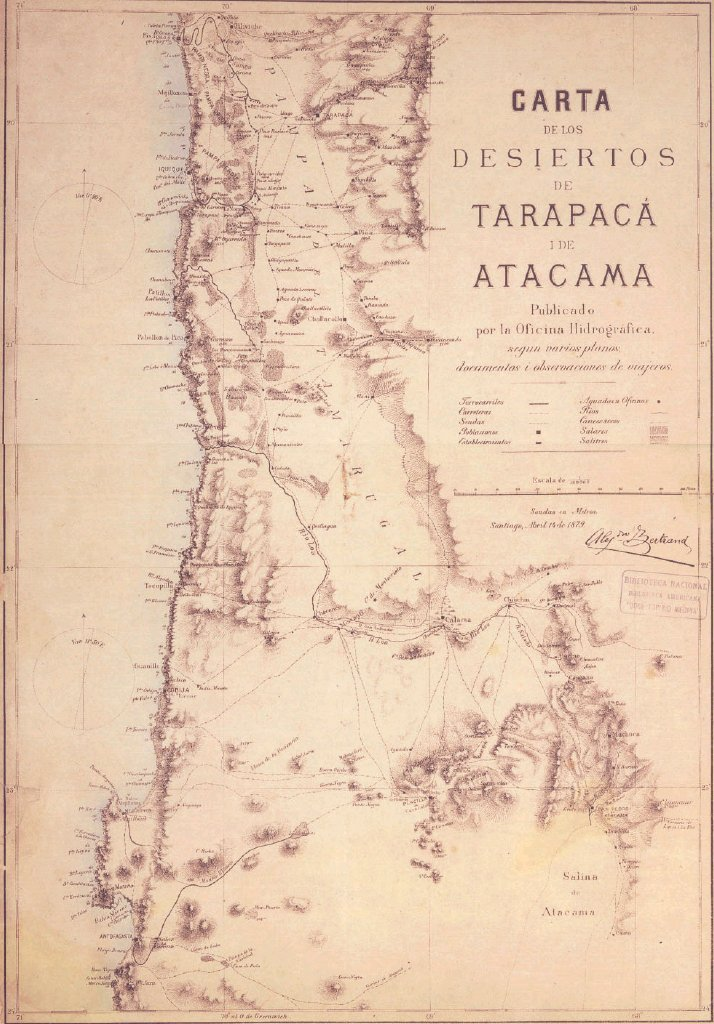
Mappa del deserto di Atacama e della costa adiacente, tra i 20° e i 24° S e i 71° e i 68° W (aprile 1879)

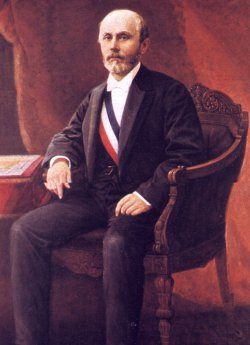
Aníbal Pinto, presidente del Cile (1876-1881)

Il primo trattato venne rifiutato dal governo boliviano che succedette a Mariano Melgarejo dopo la sua caduta, in quanto considerava che la divisione dei tributi non fosse vantaggiosa per la Bolivia; la controversia si risolse con la sottoscrizione del trattato del 1874, che modificava il precedente. Questo trattato tornò a fissare come confine tra la repubblica del Cile e la Bolivia "il parallelo 24 dal mare fino alla cordigliera delle Ande", stabilendo inoltre, nell'articolo IV, che i diritti di esportazione che gravavano sui minerali esportati nel territorio compreso tra il 23º e il 25º parallelo sud "non supereranno la quota che attualmente percepiscono e che tutte persone, industrie e capitali cileni non verranno assoggettati a ulteriori tassazioni rispetto a quelle attualmente esistenti. L'accordo contenuto nel presente articolo avrà durata di venticinque anni". Questo trattato internazionale era in vigore nel 1879.
Il 27 novembre del 1873 la Compañía de Salitres y Ferrocarril de Antofagasta, un'impresa cilena creata con capitali cileni e britannici, firmò un accordo con il governo boliviano che l'autorizzava ad estrarre salnitro libero da imposte per 15 anni, nella zona compresa tra la baia di Antofagasta e Salinas. Tale accordo non venne ratificato dal congresso boliviano, in quanto in quel periodo stava negoziando col Cile il futuro trattato del 1874. Nel 1878 le autorità boliviane, che si trovavano nel mezzo di una crisi economica, cercarono di ridurre i privilegi che il precedente governo aveva concesso alle imprese della zona. In questo contesto il congresso boliviano analizzò l'accordo stipulato dal governo nel 1873.
Per la Bolivia, l'accordo stipulato nel 1873 dalla Compañía de Salitres y Ferrocarril de Antofagasta non era in vigore, poiché, come indicato nella costituzione boliviana, gli accordi riguardanti risorse naturali dovevano essere approvati dal congresso per essere considerati validi.
(Asamblea Nacional Constituyente de Bolivia. Ley de 14 de febrero de 1878)

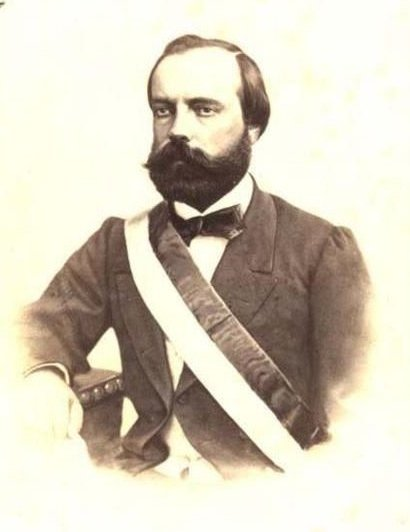
Mariano Ignacio Prado, presidente del Perù (1876-1879)

Per il Cile, invece, l'imposta di 10 centesimi per quintale di merce esportata violava l'articolo IV dell'accordo del 1874. Per questa tassazione i proprietari dell'impresa coinvolta sollevarono vivaci polemiche, sostenuti da buona parte del governo di Santiago; questo portò ad un conflitto diplomatico. Alla conseguente crisi prese parte anche il Perù, che inviò un ambasciatore plenipotenziario a Santiago per cercare di risolvere diplomaticamente la questione senza arrivare ad un conflitto armato. Il trattato indicava che le dispute che minacciavano l'intelligenza e l'applicazione del trattato dovevano sottostare ad un arbitrato.
Il 17 novembre del 1878 il governo di La Paz ordinò al prefetto del dipartimento di Cobija di rendere effettiva l'imposta di 10 centesimi stabilita dalla legge del 14 febbraio. Successivamente, il 1º febbraio 1879, il governo di Hilarión Daza rescisse il contratto, sospendendo la legge del 14 febbraio 1878, e decise di requisire le miniere di salnitro assegnate alla Compañía de Salitres y Ferrocarriles de Antofagasta e chiuderle, come risposta al mancato pagamento dell'imposta dal febbraio 1878. La chiusura fu programmata per il 14 febbraio 1879.
Grazie agli archivi della Compañía de Salitres y ferrocarriles de Antofagasta, si è scoperto che la strategia del Cile non era quella di arrivare ad una guerra per salvare la società, nonostante molti politici e ministri fossero azionisti di minoranza della compagnia. Si sarebbe giunti ad un conflitto armato nel caso in cui le miniere fossero effettivamente state chiuse; secondo il presidente cileno Aníbal Pinto, solo in quel momento si sarebbe effettivamente violato il trattato.
In Cile, la decisione di entrare in guerra venne presa la mattina dell'11 febbraio, quando una sessione speciale del gabinetto cileno ricevette un telegramma dal nord, contenente il seguente messaggio testuale del ministro plenipotenziario di Bolivia: "Annullamento della legge di febbraio, rivendicazione delle miniere di salnitro della compagnia". Questo spinse il presidente Aníbal Pinto ad ordinare l'occupazione di Antofagasta; il 14 febbraio 1879 le truppe cilene sbarcarono nella città e penetrarono in territorio boliviano. Come conseguenza, il 27 febbraio Hilarión Daza decretò lo stato d'assedio in Bolivia.
Il Perù, che aveva sottoscritto un trattato di alleanza difensiva segreto con la Bolivia nel 1873 a cui l'Argentina non aveva aderito, cercò di convincere il governo di La Paz ad accettare un arbitrato, come stipulato nel protocollo complementare del 1875, in quanto si trattava di un "problema tributario" e non territoriale; contemporaneamente anche il Cile non mostrò interesse nell'arbitrato. La missione del ministro plenipotenziario peruviano José Antonio Lavalle fallì sul nascere, in quanto il governo cileno denunciò la presenza dell'alleanza segreta tra Perù e Bolivia.

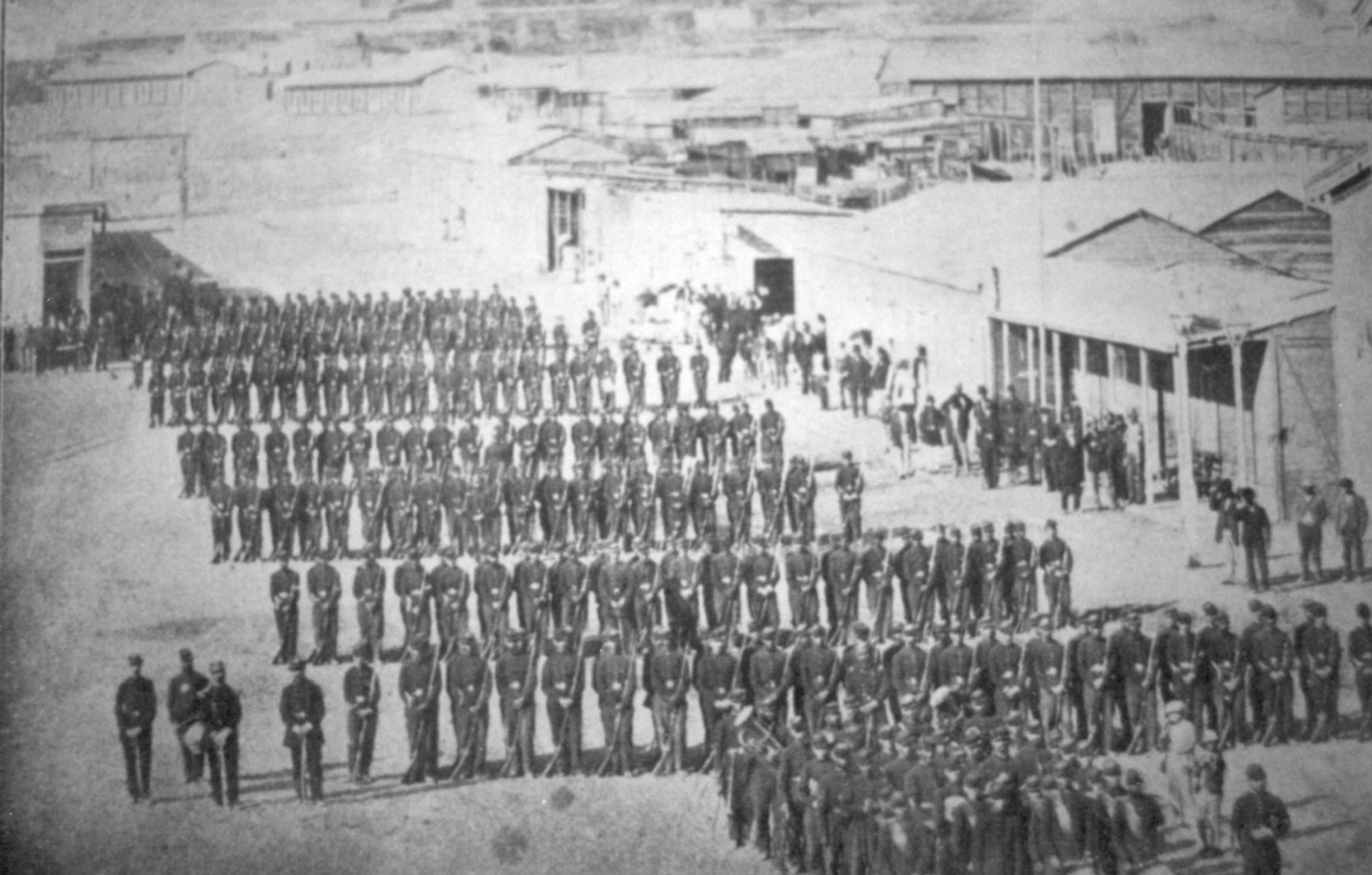
Truppe cilene nella piazza Colón di Antofagasta, Bolivia, dopo lo sbarco in città

La Bolivia dichiarò guerra al Cile il 1º marzo 1879. Il 23 marzo 1879 ebbe luogo la battaglia di Calama, nella quale le forze cilene sconfissero quelle boliviane. Il 5 aprile 1879 il Cile dichiarò guerra a Perù e Bolivia.
La revisione e analisi del trattato segreto di alleanza porta gli storici peruviani alla conclusione che il Perù aveva la possibilità di decidere se l'attacco alla Bolivia era legittimo o se il fatto necessitava un arbitrato, il quale "era preferibile", secondo la relativa clausola. La medesima interpretazione sostiene che a seguito della penetrazione di truppe cilene in territorio boliviano, del poco interesse del Cile ad una "via diplomatica" e della dichiarazione di guerra fatta dal governo cileno il 5 aprile, il Perù si sentiva legato alla Bolivia dal trattato di reciproca difesa e per questo entrò nel conflitto, dichiarando il casus foederis.
La storiografia cilena, invece, sostiene che l'alleanza era ufficialmente difensiva, ma segretamente offensiva; per questo i tentativi di mediazione fatti dal Perù dopo la presa di Antofagasta sono visti come un modo per guadagnare tempo, mentre si preparava alla guerra. Il conflitto si evolvette quindi in una guerra tra Cile e Perù poiché, sempre secondo la storiografia cilena, legati ad un'antica inimicizia che gettava le radici all'epoca della colonizzazione europea delle Americhe e che si era accentuata nel periodo dell'indipendenza e nella guerra contro la Confederazione Perù-Bolivia.
D'altra parte la storiografia peruviana sostiene che le relazioni nel periodo coloniale erano di commercio e cooperazione tra i porti di El Callao e Valparaíso. Dopo l'indipendenza, il Perù non aveva riconosciuto il debito per l'aiuto fornito dal Cile per liberarsi dal dominio spagnolo. Nel 1839, con la sconfitta della Confederazione Perù-Bolivia, il Perù pagò al Cile i debiti contratti per il servizio prestato dall'esercito cileno nella campagna restauratrice e nella guerra d'indipendenza e riconobbe le gesta degli ufficiali cileni, premiandoli e decorandoli con onorificenze dell'esercito peruviano per l'aiuto nello sconfiggere Andrés de Santa Cruz, riconoscendo quindi il Cile come alleato del Perù.

## Campagna marittima

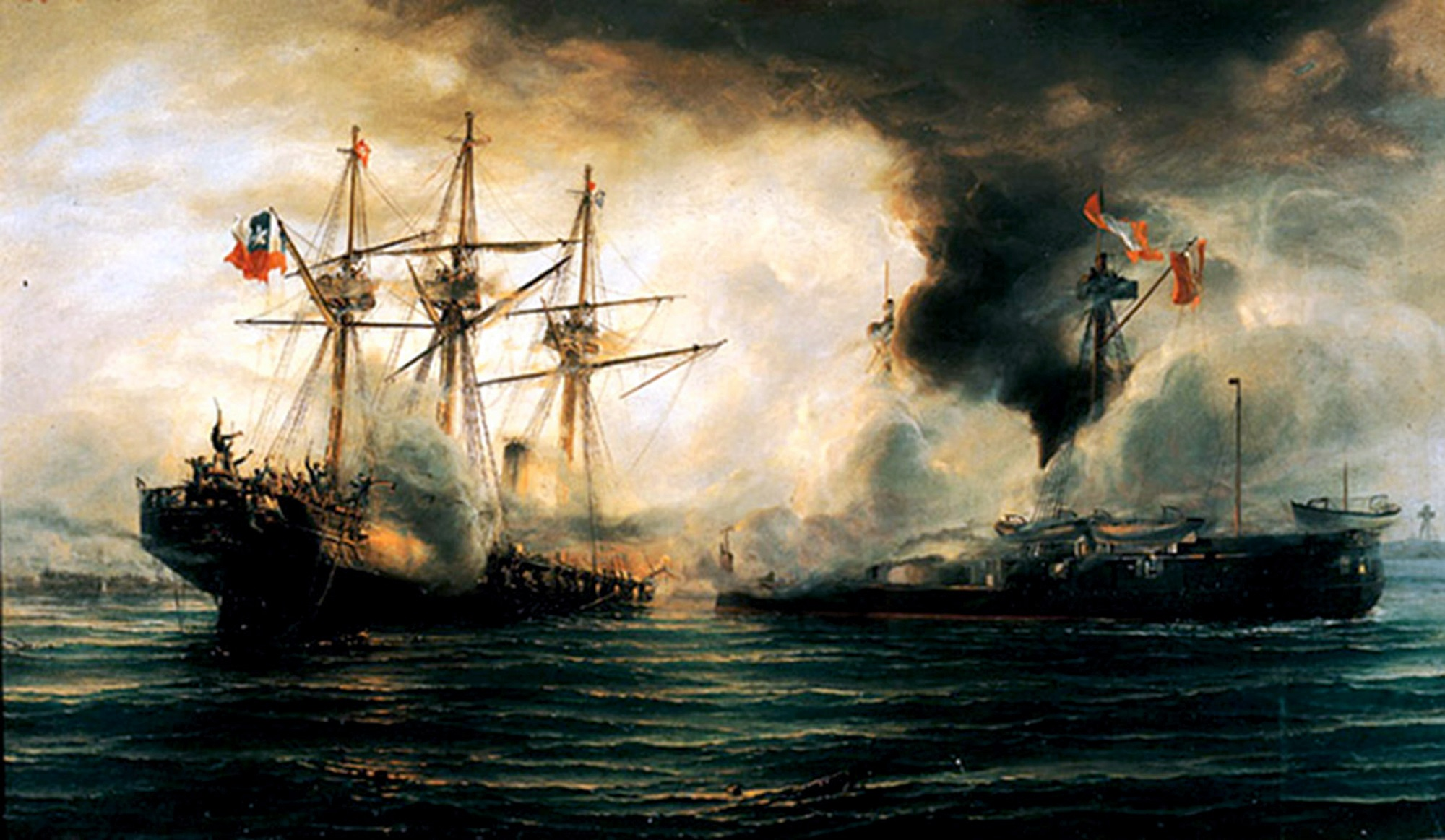
Combate Naval de Iquique, olio su tela, di Thomas Somerscales

All'inizio della guerra era evidente che, prima di qualsiasi operazione militare in un terreno tanto impervio come il deserto di Atacama, era necessario conquistare il controllo dei mari.
La potenza della flotta cilena si basava sulle fregate blindate gemelle Cochrane e Blanco Encalada, di 3 560 tonnellate, dotate di 6 cannoni da 250 libbre, 2 da 70 e 2 da 40, corazza da 22 cm e velocità di 11 miglia orarie a massimo carico. Il resto della flotta era composto dalle corvette Chacabuco, O'Higgins e Esmeralda e dalle cannoniere Magallanes e Covadonga.
La flotta peruviana basava il suo potere nella fregata blindata Independencia e nel monitore Huáscar. La Independencia aveva un dislocamento di 2000 tonnellate, corazza da 11,5 cm, 2 cannoni da 150 libbre, 12 da 70, 4 da 32 e 4 da 9, la sua massima velocità era di 11 miglia orarie a pieno carico. il monitore Huáscar dislocava 1 745 tonnellate, aveva una corazza di 11,5 cm, 2 cannoni da 300 libbre in una torretta rotante e una velocità di 11 miglia orarie a pieno carico, questa era la nave da combattimento più moderna della marina da guerra peruviana. Completavano la flotta la corvetta Unión, la cannoniera Pilcomayo e i due monitori fluviali Atahualpa e Manco Cápac. La Bolivia non aveva navi da guerra.
Il porto peruviano di Iquique fu bloccato dalla marina cilena. Nella battaglia navale di Iquique, il 21 maggio 1879, il monitore Huáscar, comandato dal capitano di vascello Miguel Grau Seminario, affondò la corvetta cilena Esmeralda, sotto il comando del capitano di fregata Arturo Prat che, morendo nella battaglia, sarà considerato il più grande eroe della marina cilena. Nello stesso giorno, la fregata Independencia, ammiraglia della marina peruviana, si scontrò con la goletta Covadonga, comandata dal capitano di corvetta Carlos Condell de la Haza, che la spinse in zone con bassi fondali, facendola incagliare a Punta Gruesa. I fatti accaduti quel giorno a Iquique e Punta Gruesa segnarono profondamente l'opinione pubblica di entrambi i paesi. I combattimenti di Iquique e Punta Gruesa portarono ad una vittoria tattica del Perù: il blocco navale del porto di Iquique fu tolto e le navi cilene furono affondate o abbandonate. Per contro, però, la vittoria richiese un altissimo costo strategico; nella battaglia di Punta Gruesa la marina da guerra del Perù registrò la perdita di una fregata blindata da 2000 tonnellate nel vano tentativo di catturare una nave in legno di 630 tonnellate. La perdita della fregata Independencia rappresentò un danno irreparabile per la flotta peruviana.

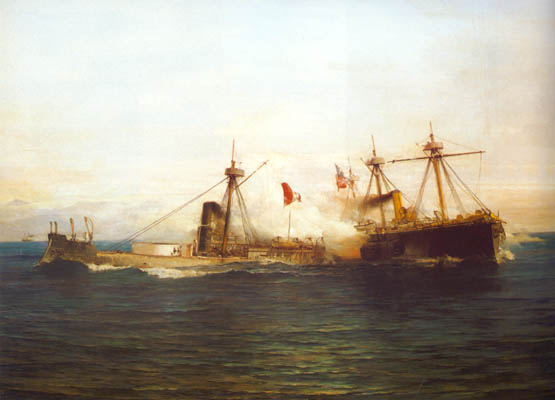
Combate Naval de Angamos, olio su tela, di Thomas Somerscales

Data l'inferiorità navale, il comandante della Huáscar tenne in scacco tutta la flotta cilena per sei mesi. Tra le più importanti missioni della Huáscar sono da segnalare la prima battaglia navale di Antofagasta (26 maggio 1879) e la seconda battaglia navale di Antofagasta (28 agosto 1879). Il risultato più significativo fu la cattura del vaporetto Rimac il 23 luglio 1879. In questa azione Grau Seminario non solo catturò l'imbarcazione, ma fece prigioniero l'intero reggimento di cavalleria Carabineros de Yungay, che si trovava a bordo. Questo fatto causò una crisi nel governo cileno, che portò alle dimissioni dell'ammiraglio Juan Williams Rebolledo. Dopo la rinuncia di Williams, il comando della flotta cilena fu assegnato al commodoro Galvarino Rivieros Cardenas, il quale diede priorità alla caccia alla Huáscar.
La battaglia decisiva avvenne a Punta Angamos, davanti alle coste boliviane, dove la Huáscar venne finalmente catturata, nonostante il vano tentativo di affondarla da parte del suo equipaggio, l'8 ottobre 1879. Nella battaglia morì il suo comandante Miguel Grau Seminario, che diventerà un eroe nazionale di Perù e Bolivia. La battaglia navale di Angamos segnò la fine della campagna marittima della Guerra del Pacifico.

## Campagna terrestre

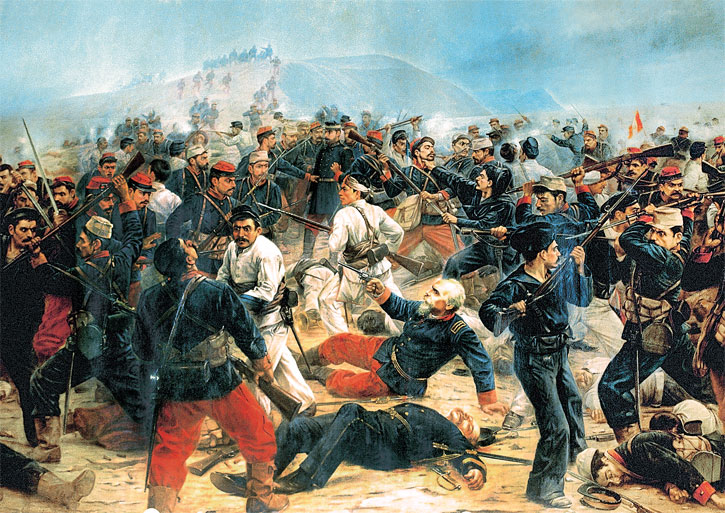
"Batalla de Arica", olio su tela di Juan Lepiani

Ottenuta la superiorità navale, le forze cilene diedero il via ad una serie di campagne nelle province di Tarapacá, Tacna e Arica. Con le battaglie di Pisagua, Tacna, Tarapacá e Arica, nel 1880, le sorti del conflitto si spostarono definitivamente a favore del Cile. La battaglia di Tarapacá fu una vittoria alleata; questo, però, non volse comunque a loro favore le sorti della guerra. Successivamente, a seguito della battaglia del Alto de la Alianza, combattuta presso Tacna, la Bolivia si ritirò dal conflitto. La guerra proseguì tra il Cile ed il Perù. Nel giugno 1880 la difesa della città peruviana di Arica fu affidata a Francisco Bolognesi con 2 000 uomini, ma essa fu conquistata dalle forze cilene, superiori per numero e potenza di fuoco. Dopo aver promesso di combattere "fino a bruciare l'ultima cartuccia", Bolognesi cadde eroicamente durante la battaglia finale e fu dichiarato eroe nazionale.
Nel 1881 le truppe cilene entrarono in Lima, dopo le battaglie di San Juan e Miraflores. In quest'ultima fu la popolazione a cercare di difendere, senza successo, la città dagli attacchi cileni.

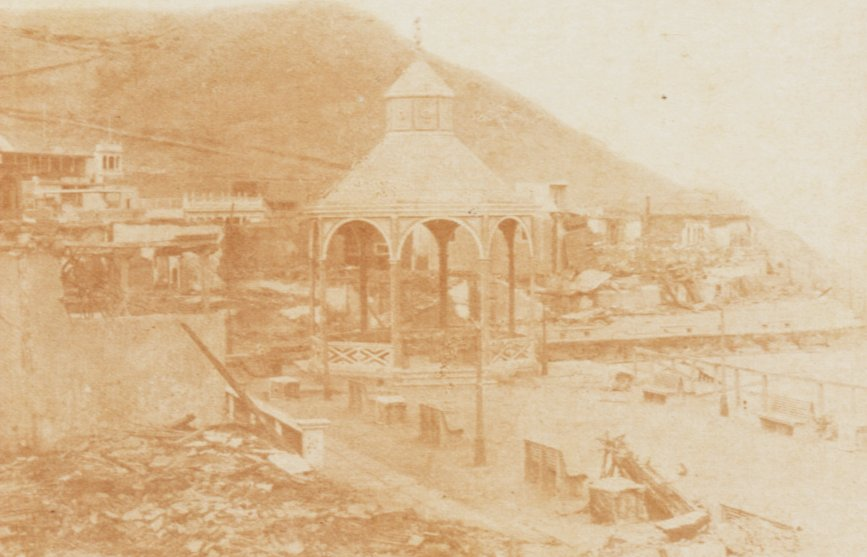
Resti del "balneario de Chorrillos" dopo la battaglia di San Juan

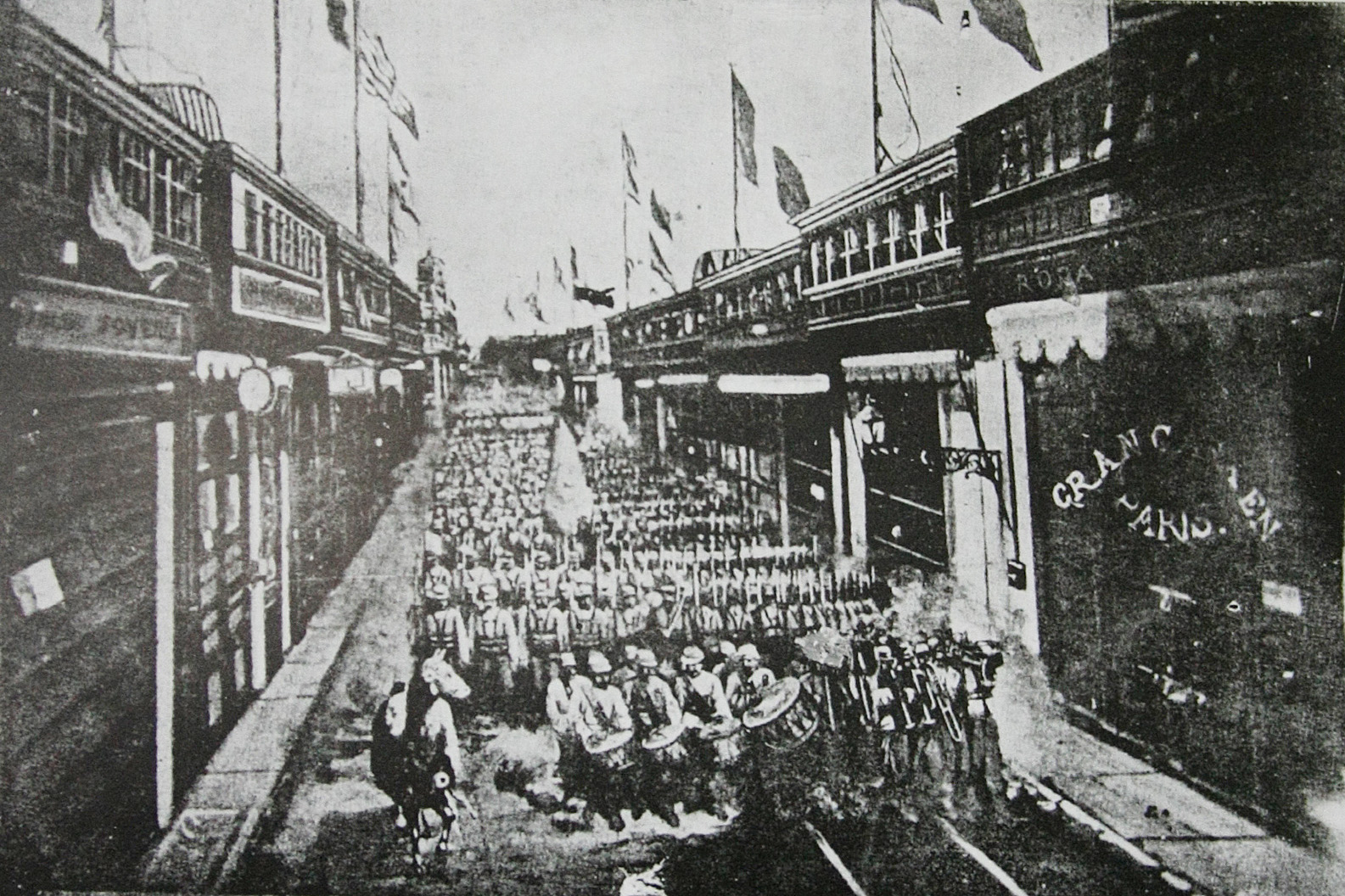
Ingresso dell'esercito cileno in Lima

Lima, città aristocratica, viveva lontana dalla realtà del paese e sottovalutò completamente la situazione bellica; questo contribuì a destabilizzare il governo, il quale non provvide a preparare le opportune difese per contrastare lo sbarco cileno, che avvenne a sud della città. Essa fu messa a ferro e fuoco dall'esercito cileno e vi furono anche numerosi atti di violenza ai danni della popolazione. Anche la Biblioteca Nazionale venne depredata e alcuni antichi testi sono ancora oggi in possesso del Cile.
Il presidente Nicolás de Piérola Villena fuggì dalla capitale, cercando di governare il paese dall'entroterra. Venne però sostituito da un governo civile presieduto da Francisco García Calderón, il quale si rifiutò di firmare l'atto di cessione del dipartimento di Tarapacá al Cile.
Senza possibilità di giungere ad un armistizio, il capo della forza di occupazione cilena Patricio Lynch stabilì il suo quartier generale nel Palacio de Pizarro a Lima e diresse le sue truppe contro la resistenza peruviana attestata nella regione andina, in quella che è chiamata campaña de la Breña, reprimendo duramente ogni atto di resistenza che si verificò, sia in città, sia nelle altre zone controllate dalle forze cilene.
Dopo le sconfitte di San Juan e Miraflores, il colonnello peruviano Andrés Avelino Cáceres e il capitano José Miguel Pérez decisero di organizzare nelle Ande centrali la nuova resistenza alla forza di occupazione cilena; il 15 aprile 1881, eludendo la vigilanza cilena, s'imbarcarono di nascosto su un treno presso la stazione di Viterbo, diretti alla città di Jauja. Aiutato dalla sua profonda conoscenza della lingua quechua, Cáceres organizzò le difese tra la popolazione civile delle Ande centrali, mentre il colonnello Gregorio Albarracin le organizzava al sud; insieme coordinarono una continua guerriglia nei tre anni successivi.
Fu scelta la regione delle Ande centrali per organizzare la resistenza poiché presentava un territorio morfologicamente adatto alla strategia della guerriglia, ma soprattutto perché la popolazione locale era preparata ad un'eventuale lotta prolungata anche con uno scarso armamento e senza necessità di addestramento.
La resistenza militare organizzata da Cáceres nella regione sud e centro andina ottenne numerose vittorie contro le forze di occupazione cilene, però subì una decisiva sconfitta militare a Huamachuco il 10 luglio 1883, nella regione nord delle Ande, che aprì la strada ad una possibile risoluzione del conflitto. Una delegazione politica peruviana (affiancata dal comando militare cileno) impose come nuovo presidente il generale Miguel Iglesias e firmò un trattato di pace con il Cile, decretando la fine della resistenza.
Dopo la fine della guerra le divergenze tra Cáceres e Iglesias furono l'origine di una guerra civile tra i sostenitori dei due leader.

## Conseguenze
La guerra si concluse il 20 ottobre 1883 con la firma del Trattato di Ancón, mediante il quale il dipartimento di Tarapacá era ceduto permanentemente al Cile, mentre le province di Arica e Tacna rimanevano sotto amministrazione cilena per 10 anni; al termine di detto periodo un plebiscito avrebbe sancito se le due province sarebbero rimaste cilene o ritornate peruviane.
Alla firma del trattato il dipartimento di Tacna era composto da tre province: Tacna, Arica e Tarata. Nel 1885, due anni dopo il trattato, il Cile occupò anche la provincia di Tarata, che sarebbe stata resa al Perù il 1º settembre 1925 con una risoluzione dell'arbitrato di Calvin Coolidge, presidente degli Stati Uniti.
Il plebiscito previsto nel trattato di Ancón non ebbe luogo. Nel 1929, con la mediazione degli Stati Uniti d'America, si giunse al Trattato di Lima, che sanciva definitivamente che la provincia di Tacna sarebbe tornata al Perù e che la provincia di Arica sarebbe rimasta al Cile. Negli anni precedenti alla risoluzione, le autorità cilene avevano comunque promosso campagne per cilenizzare la popolazione peruviana ancora residente nelle province di Tacna e Arica.
La pace tra Cile e Bolivia fu firmata nel 1904. Il trattato di pace, nel quale la Bolivia riconosceva definitivamente la sovranità cilena nella regione di Atacama, è stato origine di costanti tensioni diplomatiche tra i due paesi per tutto il XX secolo e lo è ancora attualmente, in quanto la Bolivia perdette definitivamente l'unico sbocco sull'oceano Pacifico che possedeva.
Il Cile prese possesso, quindi, non solo di un vasto territorio, ma di grandi depositi di salnitro, guano e rame, gestiti comunque da società con capitali britannici ed acquistati ancora con buoni emessi dal Perù, che li rendeva effettivi proprietari delle miniere; questo ha portato parte della storiografia moderna a vedere gli inglesi come gli istigatori occulti della guerra, comunque senza prove concludenti. Alcuni storici vedono in alcune pubblicazioni dell'epoca, inglesi ed europee in generale, per esempio l'editoriale del quotidiano britannico The Bullonist, la prova dell'appoggio alle aspirazioni cilene. Per contro, altri sostengono che dette pubblicazioni devono essere lette tenendo presente il clima elettorale presente in Inghilterra in quel periodo, dove era in corso un'ardua disputa tra il primo ministro Benjamin Disraeli, conservatore, e il suo avversario William Gladstone, liberale.
Il salnitro fu la principale fonte di ricchezza del Cile fino alla scoperta del salnitro sintetico da parte degli scienziati tedeschi durante la prima guerra mondiale.
In seguito all'occupazione cilena di Lima nel 1881, il governo argentino aveva avviato un programma di ammodernamento dell'esercito, con l'acquisto di mezzi blindati e materiale da guerra e con la costruzione di una ferrovia che giungeva fino alle Ande come via di approvvigionamento. Si arrivò quindi sull'orlo di una nuova guerra, evitata grazie alla mediazione del governo statunitense. Il 22 ottobre 1881 venne quindi firmato in Santiago il trattato sui confini tra Cile e Argentina, un negoziato favorevole all'Argentina, che avrebbe dominato 1200000 km² di Patagonia, approfittando del fatto che il Cile era già in guerra al nord con il Perù e minacciando di aprire un nuovo fronte di guerra al sud. Pur di evitare una scomoda guerra contro l'Argentina, il governo cileno si vide costretto a riconoscere la sovranità argentina sulla Patagonia orientale, firmando un trattato tra i due paesi nel 1881. Con questo il Cile otteneva la tacita neutralità dell'Argentina, evitando quindi il rischio che quest'ultima si unisse all'alleanza difensiva Perù-Bolivia.